# Limnophila (Limnophila) carteri
Limnophila (Limnophila) carteri is een tweevleugelige uit de familie steltmuggen (Limoniidae). De soort komt voor in het Australaziatisch gebied.